# Arti applicate

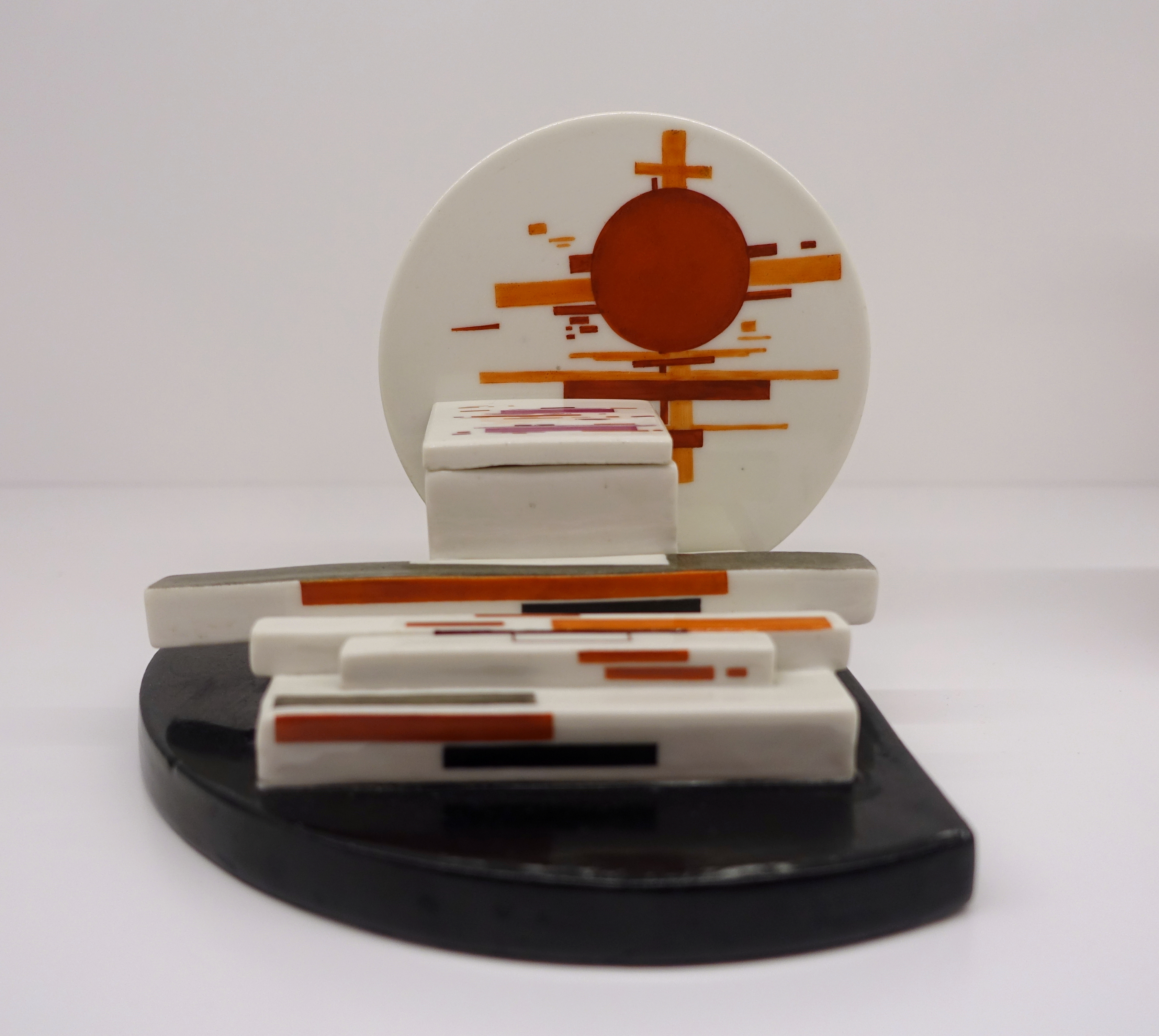
Un set da scrivania in porcellana dipinto da Nikolaj Suetin.

Le arti applicate rappresentano l'insieme delle applicazioni di forme d'arte alla progettazione e alla decorazione di oggetti per renderli esteticamente gradevoli. Il termine si distingue da quello di belle arti, che mirano a fornire stimoli intellettuali ed estetici piuttosto che funzionali. Le arti applicate sono uno stile artistico più interessato alla realizzazione degli oggetti industriali.
Sono considerate arti applicate il disegno industriale, la grafica, il design della moda, il design degli interni e le arti decorative. In un contesto creativo e/o astratto, anche l'architettura e la fotografia possono essere considerate arti applicate.
Movimenti di arte applicata sono la Bauhaus, l'Arts and Crafts, l'Art Nouveau e l'Art Deco.